# Alternance politique
Pour les articles homonymes, voir Alternance.

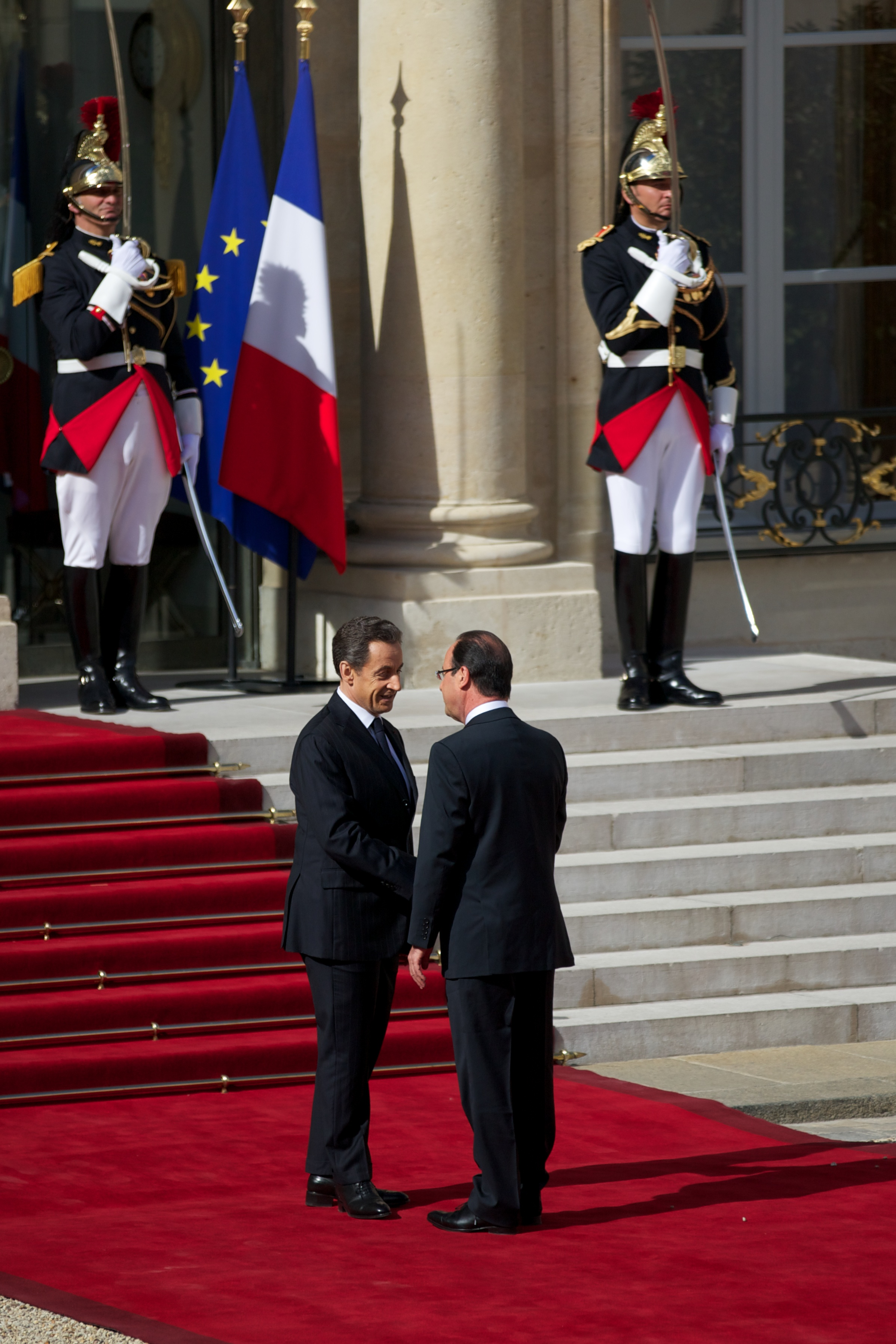
La passation de pouvoirs, ici entre Nicolas Sarkozy, président français sortant issu de la droite, et François Hollande, son successeur de gauche, est l'illustration symbolique de l'alternance politique en France.

L’alternance politique se produit lorsque des partis appartenant à des courants politiques différents se succèdent au pouvoir. En pratique, l'alternance consiste généralement en un renversement de la majorité politique lors d'élections présidentielles et/ou législatives.

## L'alternance, un des moyens de la démocratie
L'alternance est le passage d'une situation à une autre. D'après le professeur Léo Hamon, l'idée à retenir est celle de la « succession régulière, de recommencement répété dans une donnée de la même séquence reprise et défaite et reprise et défaite encore ». L'alternance se caractérise « comme la dévolution du pouvoir, selon les règles constitutionnelles établies, d'une majorité à une autre ».
L'alternance n'est qu'un des moyens de la démocratie, moyen dont cette dernière ne peut probablement pas se permettre de faire entièrement l'économie. D'une part ce qui est démocratique est de pouvoir changer les gouvernants, non de les changer effectivement. D'autre part la pratique du remplacement périodique des personnes au pouvoir ne permet guère, à elle seule, de procéder à certains choix particulièrement cruciaux. C'est ainsi que les partis politiques sont régulièrement contraints, pour bien jouer le jeu de l'alternance, d'atténuer les idées qu'ils défendent ou encore de promettre à leur sujet la tenue des référendums. La pratique assidue de l'alternance semble postuler en effet la confrontation de partis de masse aux orientations molles.
Selon la conception traditionnelle, la possibilité d'alternance politique est une condition nécessaire à la démocratie, bien qu'elle n'en soit pas une condition suffisante. Ainsi, on associe l'achèvement de la Transition démocratique espagnole à la première arrivée au pouvoir du Parti socialiste ouvrier espagnol. Pour les régimes politiques avec un parti unique toutefois, la démocratie s'exprime à travers des élections libres ouvertes aux non-membres du parti ainsi que par la lutte de ligne (interne au parti), mais ces régimes sont généralement considérés comme autoritaires et dictatoriaux.
Il existe peut-être des situations sociales, culturelles et économiques eu égard auxquelles l'alternance accélérée ne serait pas tellement recommandée. Il serait aussi parfois possible d'envisager, pour un temps, l'hypothèse d'une alternance partielle. L'alternance, comme principe constitutionnel, semble ne pouvoir faire l'objet que d'une évaluation contextualisée. Il existe des démocraties où l'alternance ne se fait pas, en raison de la popularité du parti au pouvoir, ou bien d'une opposition jugée inapte à gouverner par la plupart des citoyens. L'Afrique du Sud est une démocratie libérale où le parti Congrès national africain (centre-gauche) a remporté toutes les élections nationales depuis l'introduction de la démocratie en 1994, et ce, malgré l'existence de partis d'opposition faisant campagne activement et librement. Il en va de même au Botswana, où le Parti démocratique (conservateur) a remporté toutes les élections nationales de 1965, veille de l'indépendance du pays, à 2024. Aux Samoa, le Parti pour la protection des droits de l'homme (conservateur) a remporté toutes les élections depuis 1988, face à une opposition parfois désorganisée. À Singapour, dont le régime politique est parfois qualifié de « démocratie illibérale » ou de « démocratie autoritaire », le Parti d'action populaire a remporté toutes les élections depuis 1959. La Suède et le Japon ont également connu de longues périodes d'élections démocratiques sans alternance ou presque, respectivement de 1932 à 1976 (avec le Parti social-démocrate suédois des travailleurs) et de 1955 à 2009 (avec le Parti libéral-démocrate).

## Les caractéristiques de l'alternance politique
L'alternance politique sépare les régimes et les périodes politiques. Elle suppose une succession de victoires et de défaites dans la succession de scrutins, de sorte que l'élection s'avère une affaire d'expression de préférence politique. Un régime d'alternance se caractérise par la possibilité effectivement offerte aux électeurs, à intervalle plus ou moins régulier, de faire d'un scrutin une élection d'alternance.C'est le fait que l'alternance soit réputée possible, et non pas sa survenue effective, qui permet de parler de régime d’alternance.
La France connaît une alternance quasi systématique à partir du début des années 1980, la seule exception étant la reconduction de la majorité de droite lors des élections législatives de 2007 ; Mathias Bernard relève cependant que cette dernière intervient « dans un contexte où le nouveau président, Nicolas Sarkozy, promet une « rupture » avec la présidence précédente ». Il estime que « si elle relève en partie du vote sanction, dans la mesure où des électeurs passent d’un camp à l’autre pour manifester leur déception devant l’action de ceux qu’ils ont élus, la versatilité de l’électorat traduit en fait l’affaiblissement du clivage droite-gauche et, dans un contexte de crise économique et sociale, la valorisation du pragmatisme aux dépens de l’idéologie » ; la fréquence de l'alternance, qui « ne joue plus le rôle régulateur qu’elle remplit habituellement dans une démocratie », témoigne également de « la restructuration fondamentale qui affecte, à partir des années 1980, le système politique » avec l'émergence d'« une structuration tripolaire du champ politique » à travers celle du Front national qui « a progressé dans des moments où aucune des deux grandes coalitions gouvernementales ne semblait en mesure de répondre à la crise du politique ».

## L'alternance politique, une réalité virtuelle
Le changement se produisant sous le régime mono-partisan ne constitue pas une alternance politique. Il s'agit plutôt d'une succession. La succession s'effectue alors selon la procédure prévue par la constitution, à propos de laquelle il est difficile de dire qu'elle est démocratique, même si un passage du texte prévoit que « le successeur constitutionnel » qui ne dispose pas d'un mandat du peuple peut de suite retremper le pouvoir dont il hérite à sa source populaire en décidant, s'il le juge utile, la tenue d'élections présidentielles anticipées.
Cette procédure constitutionnelle semble d'autant moins démocratique que, dans le cadre mono-partisan où sont intervenues les élections, non seulement le choix électoral est de pure forme, en plus, celui qui détient les leviers de l’État part absolument gagnant.

## Les formes d'alternance politique
L'alternance politique peut prendre différentes formes qui ouvrent ou ferment le choix populaire.
- L'alternance « absolue » se concrétise dans le transfert du pouvoir de la majorité à l'opposition, lorsque le choix populaire s'applique à la fois au gouvernement et à l'Assemblée parlementaire issue du suffrage universel.
- L'alternance « relative » consiste dans le transfert du pouvoir de la majorité à l'opposition, lorsque le choix des citoyens ne confère à celle-ci que la maîtrise du seul gouvernement ou de la seule majorité à l'Assemblée élue au suffrage universel.
- L'alternance « médiatisée » consiste dans le fait qu'elle produit un effet « absolu » puisqu'elle modifie la donne politique au profit d'une autre équipe que celle qui se trouve au pouvoir. Mais aucun parti politique ne détenant la majorité absolue des sièges, cette alternance n'est pas la conséquence automatique des élections législatives et résulte de l'appoint qu'apporte au parti dominant un tiers parti[9].

Il faut ajouter à ces trois possibilités le cas où l'alternance est impossible dans la mesure où la pluralité des partis politiques se réduit au partage du pouvoir entre les différentes organisations politiques en présence, ce qui rend vaine la signification alternative de l'élection.
Dans l'actuel système politique français, on note une distinction entre la grande alternance qui désigne l'élection d'un Président de la République politiquement opposé au sortant, et la petite alternance, ou semi-alternance, celle d'une Assemblée nationale dans sa majorité politiquement opposée au Président en exercice.